# Put a Little Love on Me
«Put a Little Love on Me» es una canción del cantante irlandés Niall Horan, se lanzó a través de Capitol Records como el segundo sencillo de su próximo segundo álbum de estudio Heartbreak Weather el 6 de diciembre de 2019. Horan coescribió la canción junto a Daniel Bryer, Mike Needle y Jamie Scott.

## Antecedentes y composición
Horan interpretó la canción por primera vez el 7 de agosto de 2019 en el Congreso del Capitolio de 2019, donde también presentó su sencillo anterior «Nice to Meet Ya». Acerca de la canción, reveló que su próximo proyecto no sería un álbum «si no tuviera una balada triste, triste, triste» y que la canción «podría ser potencialmente mi canción favorita». Líricamente, la canción supuestamente trata sobre la ruptura con la cantante Hailee Steinfeld. Anunció el lanzamiento de la canción y compartió un fragmento en sus redes sociales el 5 de diciembre de 2019.

## Presentaciones en vivo
El 15 de diciembre de 2019, Horan interpretó la canción por primera vez en Saturday Night Live.

## Recepción crítica
Mike Wass, de Idolator, calificó la canción como la mejor balada de la estrella irlandesa desde «This Town», especialmente elogiando «el encantador coro». Madeline Roth, escribiendo para MTV , describió la canción como una «balada desgarradora» mientras escribía que Horan «logró tirar completamente de nuestros corazones con esta pista».

## Posicionamiento en listas
| Listas (2019)                           | Mejor posición |
| --------------------------------------- | -------------- |
| Australia Digital Tracks (ARIA)         | 13             |
| Canadá (Hot Digital Song Sales)         | 28             |
| Escocia (Official Charts Company)       | 38             |
| Irlanda (IRMA)                          | 32             |
| Nueva Zelanda Hot Singles (RMNZ)        | 15             |
| Reino Unido Download (UK Singles Chart) | 50             |
| Reino Unido (Digital Song Sales)        | 9              |

## Historial de lanzamiento
| País   | Fecha                  | Formato                     | Discográfica    | Ref   |
| ------ | ---------------------- | --------------------------- | --------------- | ----- |
| Varios | 6 de diciembre de 2019 | Descarga digital, Streaming | Capitol Records | [ 1 ] |